# Live! (musikalbum av The Police)
Live! är ett livealbum av det brittiska rockbandet The Police, utgivet 13 juni 1995. Det består av två skivor varav den första är inspelad 27 november 1979 på Orpheum Theatre i Boston och den andra i november 1983 under två konserter i Atlanta.

## Låtlista
| 1.  | Next to You                   | Sting               | 2:57 |
| 2.  | So Lonely                     | Sting               | 7:32 |
| 3.  | Truth Hits Everybody          | Sting               | 2:34 |
| 4.  | Walking on the Moon           | Sting               | 4:59 |
| 5.  | Hole in My Life               | Sting               | 4:08 |
| 6.  | Fall Out                      | Stewart Copeland    | 2:46 |
| 7.  | Bring on the Night            | Sting               | 5:16 |
| 8.  | Message in a Bottle           | Sting               | 4:27 |
| 9.  | The Bed's Too Big Without You | Sting               | 8:53 |
| 10. | Peanuts                       | Copeland, Sting     | 3:07 |
| 11. | Roxanne                       | Sting               | 4:42 |
| 12. | Can't Stand Losing You        | Sting               | 7:54 |
| 13. | Landlord                      | Copeland, Sting     | 2:27 |
| 14. | Born in the 50's              | Sting               | 4:18 |
| 15. | Be My Girl - Sally            | Sting, Andy Summers | 4:51 |

| 1.           | Synchronicity I               | Sting        | 2:52   |
| 2.           | Synchronicity II              | Sting        | 4:44   |
| 3.           | Walking in Your Footsteps     | Sting        | 4:54   |
| 4.           | Message in a Bottle           | Sting        | 4:35   |
| 5.           | O My God                      | Sting        | 3:36   |
| 6.           | De Do Do Do, De Da Da Da      | Sting        | 4:32   |
| 7.           | Wrapped Around Your Finger    | Sting        | 5:21   |
| 8.           | Tea in the Sahara             | Sting        | 4:52   |
| 9.           | Spirits in the Material World | Sting        | 2:57   |
| 10.          | King of Pain                  | Sting        | 5:53   |
| 11.          | Don't Stand So Close to Me    | Sting        | 3:46   |
| 12.          | Every Breath You Take         | Sting        | 4:37   |
| 13.          | Roxanne                       | Sting        | 6:10   |
| 14.          | Can't Stand Losing You        | Sting        | 6:48   |
| 15.          | So Lonely                     | Sting        | 7:26   |
| Total längd: | Total längd:                  | Total längd: | 143:54 |

## Medverkande
| The Police - Stewart Copeland – trummor, percussion, sång - Sting – elbas, sång, kontrabas, panflöjt - Andy Summers – gitarr, keyboards, sång Övriga musiker - Michelle Cobb – kör (skiva två) - Dollette McDonald – kör (skiva två) - Tessa Niles – kör (skiva två) | Produktion - Andy Summers – producent - The Police – exekutiv producent - Miles Copeland III – exekutiv producent - Wolfgang Amadeus – ljudtekniker - Eddie King – ljudtekniker - Jun Murakawa – assisterande ljudtekniker - Lynn Goldsmith – foto - Jill Furmanosky – foto - Norman Moore – art director, design |

## Listplaceringar och certifikat
| Land           | Organisation | Topplacering | Sålda ex.  | Certifikat | Ref         |
| -------------- | ------------ | ------------ | ---------- | ---------- | ----------- |
| Belgien (VI)   | BEA          | 41           |            |            | [ 1 ]       |
| Belgien (Wa)   | BEA          | 25           |            |            | [ 1 ]       |
| Frankrike      | SNEP         | 4            |            |            | [ 2 ]       |
| Nederländerna  | NVPI         | 12           |            |            | [ 1 ]       |
| Nya Zeeland    | RIANZ        | 4            |            |            | [ 1 ]       |
| Storbritannien | BPI          | 25           |            |            | [ 3 ]       |
| Tyskland       | IFPI         | 43           |            |            | [ 4 ]       |
| USA            | RIAA         | 86           | 1 000 000+ | Platina    | [ 5 ] [ 6 ] |